# Saint-Laurent (Ardennes)
Pour les articles homonymes, voir Saint-Laurent.
Saint-Laurent est une commune française, située dans le département des Ardennes en région Grand Est.

## Géographie
Les communes limitrophes sont Charleville-Mézières, Gernelle, La Grandville, Lumes, Villers-Semeuse et Ville-sur-Lumes.
| Charleville-Mézières | Charleville-Mézières | La Grandville et Gernelle |
| Charleville-Mézières | Saint-Laurent        | Ville-sur-Lumes           |
| Villers-Semeuse      | Villers-Semeuse      | Lumes                     |

### Hydrographie
La commune est dans le bassin versant de la Meuse au sein du bassin Rhin-Meuse. Elle est drainée par le canal de l'Est Branche-Nord et le ruisseau de la Truie,.
Le canal de l'Est Branche-Nord, d'une longueur de 141 km, est un chenal et un cours d'eau naturel navigable qui relie Givet à Troussey, où il rejoint le canal de la Marne au Rhin. Il traverse la commune d'est en ouest dans sa partie sud sur une longueur d'environ 1,3 km.

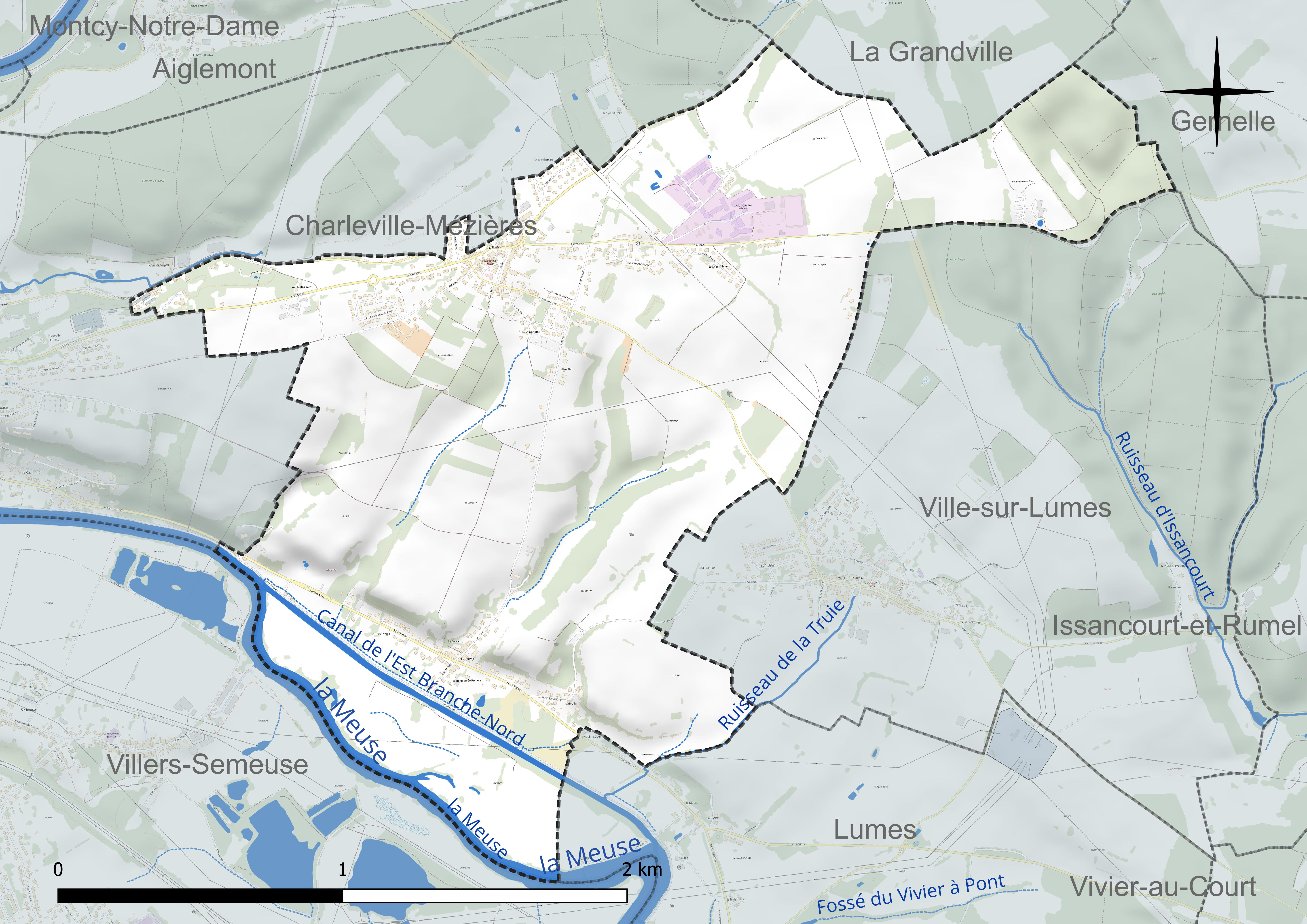
Réseau hydrographique de Saint-Laurent.

### Climat
Pour des articles plus généraux, voir Climat du Grand Est et Climat des Ardennes.
En 2010, le climat de la commune est de type climat de montagne, selon une étude du Centre national de la recherche scientifique s'appuyant sur une série de données couvrant la période 1971-2000. En 2020, Météo-France publie une typologie des climats de la France métropolitaine dans laquelle la commune est exposée à un climat océanique altéré et est dans la région climatique Lorraine, plateau de Langres, Morvan, caractérisée par un hiver rude (1,5 °C), des vents modérés et des brouillards fréquents en automne et hiver.
Pour la période 1971-2000, la température annuelle moyenne est de 9,4 °C, avec une amplitude thermique annuelle de 15,3 °C. Le cumul annuel moyen de précipitations est de 1 036 mm, avec 14 jours de précipitations en janvier et 9,9 jours en juillet. Pour la période 1991-2020, la température moyenne annuelle observée sur la station météorologique de Météo-France la plus proche, « Charleville-Méz. », sur la commune de Charleville-Mézières à 4 km à vol d'oiseau, est de 9,9 °C et le cumul annuel moyen de précipitations est de 928,4 mm. 
La température maximale relevée sur cette station est de 39,2 °C, atteinte le 25 juillet 2019 ; la température minimale est de −17,5 °C, atteinte le 1er janvier 1997,,.
Les paramètres climatiques de la commune ont été estimés pour le milieu du siècle (2041-2070) selon différents scénarios d'émission de gaz à effet de serre à partir des nouvelles projections climatiques de référence DRIAS-2020. Ils sont consultables sur un site dédié publié par Météo-France en novembre 2022.

## Urbanisme

### Typologie
Au 1er janvier 2024, Saint-Laurent est catégorisée ceinture urbaine, selon la nouvelle grille communale de densité à 7 niveaux définie par l'Insee en 2022.
Elle appartient à l'unité urbaine de Charleville-Mézières, une agglomération intra-départementale dont elle est une commune de la banlieue,. Par ailleurs la commune fait partie de l'aire d'attraction de Charleville-Mézières, dont elle est une commune de la couronne,. Cette aire, qui regroupe 132 communes, est catégorisée dans les aires de 50 000 à moins de 200 000 habitants,.

### Occupation des sols
L'occupation des sols de la commune, telle qu'elle ressort de la base de données européenne d’occupation biophysique des sols Corine Land Cover (CLC), est marquée par l'importance des territoires agricoles (71,3 % en 2018), en diminution par rapport à 1990 (74,1 %). La répartition détaillée en 2018 est la suivante : 
prairies (54,3 %), zones urbanisées (23,7 %), terres arables (16,9 %), forêts (5,1 %), zones agricoles hétérogènes (0,1 %). L'évolution de l’occupation des sols de la commune et de ses infrastructures peut être observée sur les différentes représentations cartographiques du territoire : la carte de Cassini (XVIIIe siècle), la carte d'état-major (1820-1866) et les cartes ou photos aériennes de l'IGN pour la période actuelle (1950 à aujourd'hui).

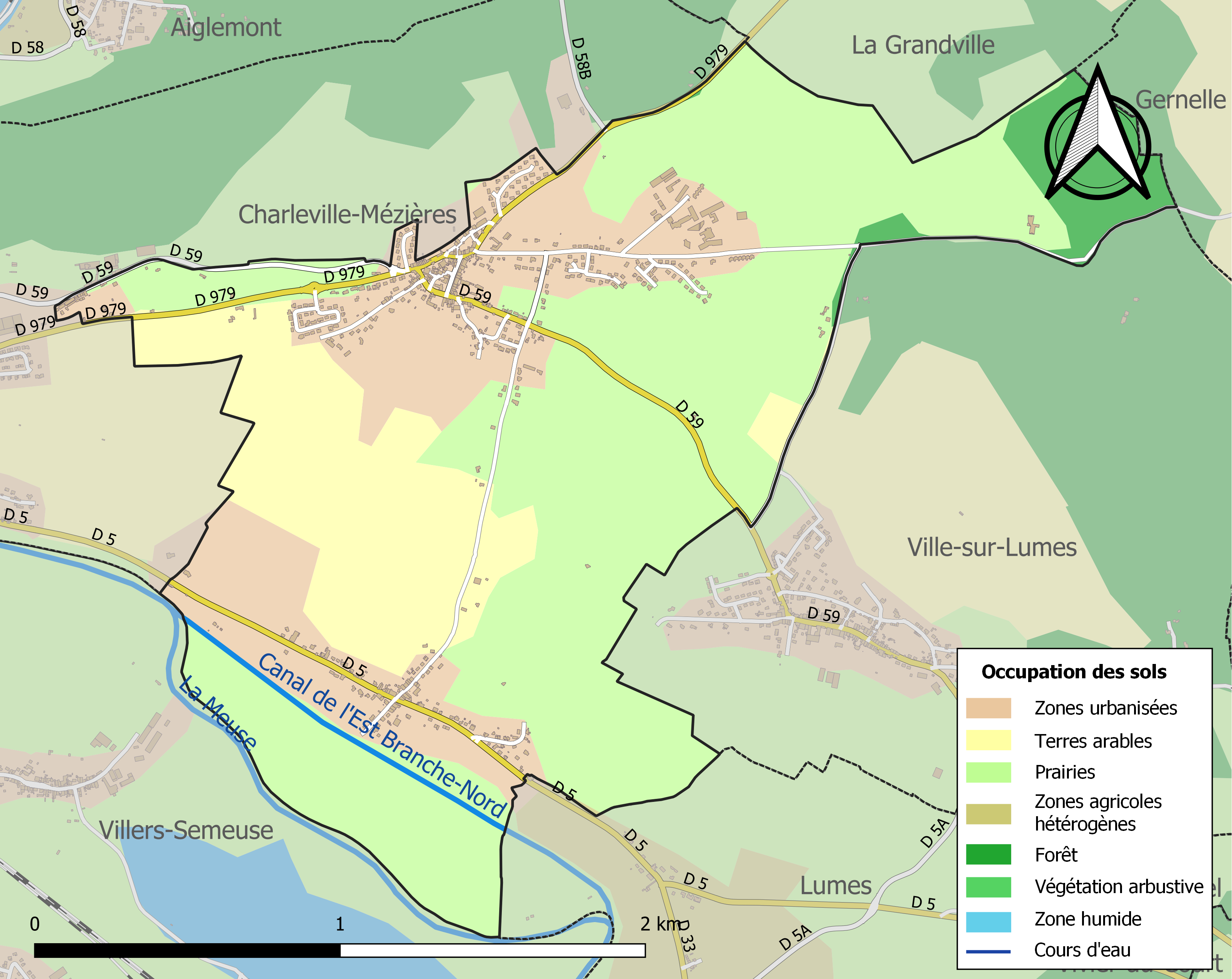
Carte des infrastructures et de l'occupation des sols de la commune en 2018 (CLC).

## Toponymie
Saint-Laurent est un hagiotoponyme qui fait référence à Laurent de Rome, l'église de la commune lui est dédiée.

## Histoire
Au cours de la Révolution française, la commune porta provisoirement le nom de Vautrincourt.
En 1872, deux de ses sections furent érigées en communes indépendantes : Le Theux et Ville-sur-Lumes.

## Politique et administration

### Liste des maires
| Période                                  | Période                   | Identité                                       | Étiquette | Qualité                                        |
| ---------------------------------------- | ------------------------- | ---------------------------------------------- | --------- | ---------------------------------------------- |
| avant 1875                               | après 1876                | Fuzelier                                       |           |                                                |
| mars 2001                                | mars 2008                 | Daniel Michel                                  |           |                                                |
| mars 2008                                | En cours (au 23 mai 2020) | Laurent Forget, Réélu pour le mandat 2020-2026 | DVG       | Conseiller départemental suppléant depuis 2021 |
| Les données manquantes sont à compléter. |                           |                                                |           |                                                |

## Démographie
L'évolution du nombre d'habitants est connue à travers les recensements de la population effectués dans la commune depuis 1793. Pour les communes de moins de 10 000 habitants, une enquête de recensement portant sur toute la population est réalisée tous les cinq ans, les populations de référence des années intermédiaires étant quant à elles estimées par interpolation ou extrapolation. Pour la commune, le premier recensement exhaustif entrant dans le cadre du nouveau dispositif a été réalisé en 2004.

En 2022, la commune comptait 1 073 habitants, en évolution de −5,38 % par rapport à 2016 (Ardennes : −2,97 %, France hors Mayotte : +2,11 %).
| 1793 | 1800 | 1806 | 1821 | 1831 | 1836 | 1841 | 1846 | 1851  |
| ---- | ---- | ---- | ---- | ---- | ---- | ---- | ---- | ----- |
| 558  | 507  | 602  | 745  | 815  | 959  | 988  | 993  | 1 080 |

| 1866  | 1872 | 1876 | 1881 | 1886 | 1891 | 1896 | 1901 | 1906 |
| ----- | ---- | ---- | ---- | ---- | ---- | ---- | ---- | ---- |
| 1 229 | 653  | 625  | 598  | 675  | 606  | 541  | 524  | 562  |

| 1911 | 1921 | 1926 | 1931 | 1936 | 1946 | 1954 | 1962 | 1968 |
| ---- | ---- | ---- | ---- | ---- | ---- | ---- | ---- | ---- |
| 581  | 509  | 544  | 547  | 536  | 500  | 589  | 580  | 612  |

| 1975 | 1982 | 1990 | 1999 | 2004  | 2006  | 2009  | 2014  | 2019  |
| ---- | ---- | ---- | ---- | ----- | ----- | ----- | ----- | ----- |
| 727  | 805  | 902  | 910  | 1 129 | 1 165 | 1 209 | 1 130 | 1 071 |

| 2022  | - | - | - | - | - | - | - | - |
| ----- | - | - | - | - | - | - | - | - |
| 1 073 | - | - | - | - | - | - | - | - |

## Lieux et monuments

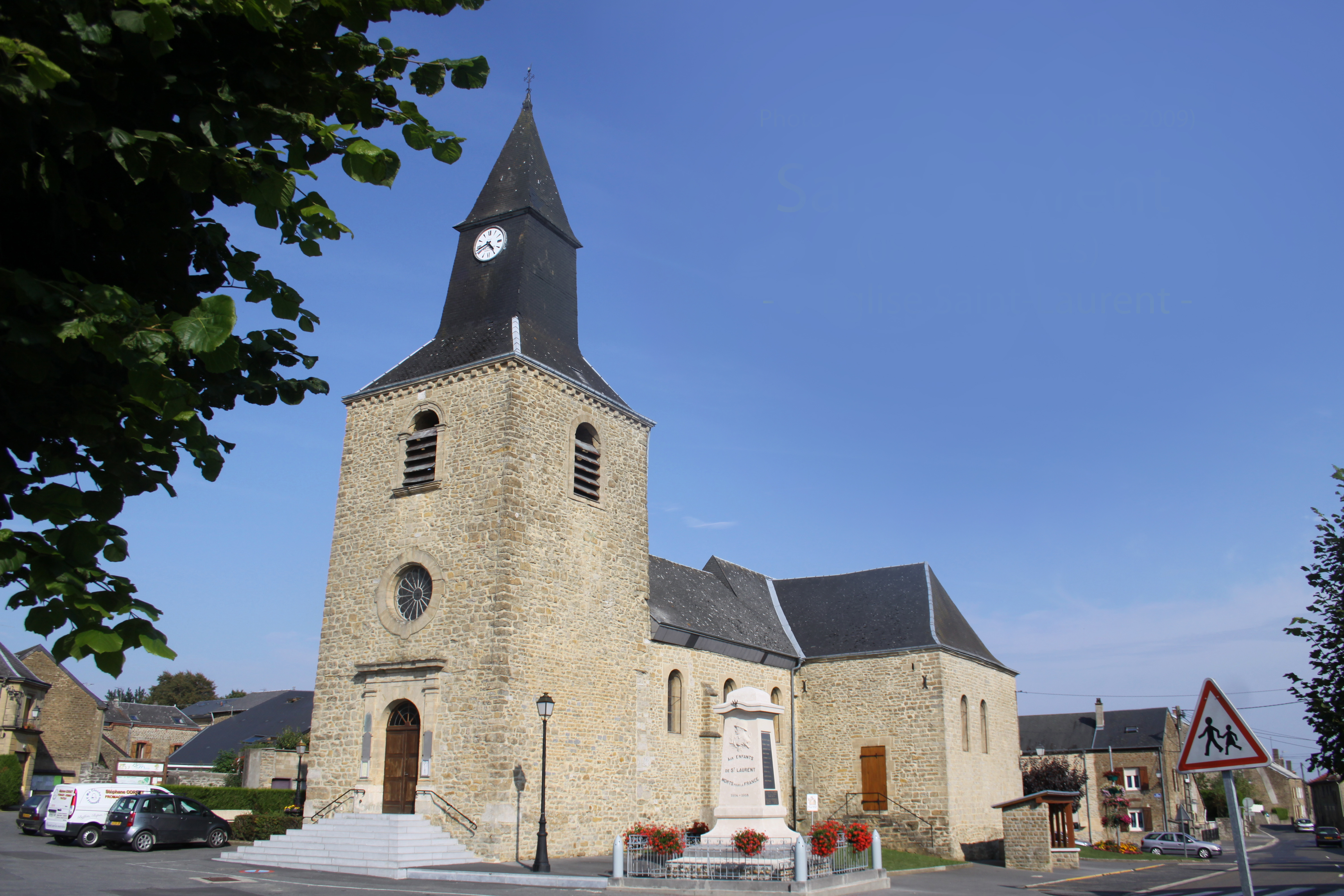
Église Saint-Laurent.

- Église Saint-Laurent.
- Parc animalier de Saint-Laurent.

## Personnalités liées à la commune
- Vitalie Rimbaud, mère d'Arthur, y habita en 1877 (France Culture, le 27 juillet 2015).